# Суражский, Даниил Яковлевич
Даниил Яковлевич Суражский (8 марта 1908, Гродно — август 1982, Москва) — советский геолог, доктор геолого-минералогических наук, профессор, лауреат Сталинской премии (1951).
Окончил геологическое отделение Московского геологоразведочного института  по специальности минералогия (1931). Работа:
- 1931—1932 Казахский геологоразведочный трест, начальник геологоразведочной партии в Семипалатинске.
- 1932—1933 НИИ геологии и минералогии Комитета по делам геологии при СНК СССР, старший научный сотрудник
- 1933—1938 Союзредметгеоразведка НаркомТяжПрома (НКТП) СССР: инженер, ст. инженер, руководитель группы треста
- 1938—1941 Центральная Комиссия по утверждению запасов полезных ископаемых при НКТП СССР: ст. инженер, и. о. начальника отдела
- 1941—1945 Девятое управление в Главном управлении горно-металлургических предприятий ГУЛАГ: ст. инженер, гл. геолог (http://elib.biblioatom.ru/text/kruglov_shtab-atomproma_1998/go,72/)
- 1945—1950 Министерство среднего машиностроения СССР: заместитель начальника отдела, начальник отдела, главный геолог Управления Первого Главка (главный геолог первого управления в ПГУ при Совете Министров СССР)
- 1950—1953 гл. геолог, зам. начальника отдела № 3 ГУ № 2 (ответственного за добычу тория и урана) при СМ СССР.
- 1953—1955 гл. геолог Главного управления горного оборудования Министерства среднего машиностроения (МСМ). Отвечал за координацию проведения геолого-разведочных работ в СССР и Восточной Европе
- 1955—1966 ВНИИХТ (НИИ № 10 МСМ): зам. директора по геологии (до 1960) и по научной работе (после 1960)
- 1966—1975 ВНИИХТ: старший научный сотрудник, нач. лаборатории (1971—1975),
- 1975—1982 ВИМС (Всесоюзный институт минерального сырья): старший научный сотрудник, консультант.

Участник атомного проекта. Один из организаторов геологической службы на объектах ПГУ и урановых рудниках.
Доктор геолого-минералогических наук (1957), профессор (1959), лауреат Сталинской премии (1951), полученной  после успешного взрыва первой атомной бомбы.
Награждён орденом Ленина (1949), двумя другими орденами, а также медалями.
Автор книги: Генетические типы промышленных месторождений урана. М., 1956.